# The Great Heathen Army
The Great Heathen Army è il dodicesimo album in studio del gruppo musicale svedese Amon Amarth, pubblicato nel 2022.

## Tracce
1. Get in the Ring – 4:24
2. The Great Heathen Army – 4:04
3. Heidrun – 4:42
4. Oden Owns You All – 4:17
5. Find a Way or Make One – 4:30
6. Dawn of Norsemen – 5:32
7. Saxons and Vikings – 4:55
8. Skagul Rides with Me – 4:34
9. The Serpent's Trail – 6:01

## Formazione
- Olavi Mikkonen − chitarra
- Johan Hegg − voce
- Ted Lundström − basso
- Johan Söderberg − chitarra
- Jocke Wallgren − batteria